# Rick Warren

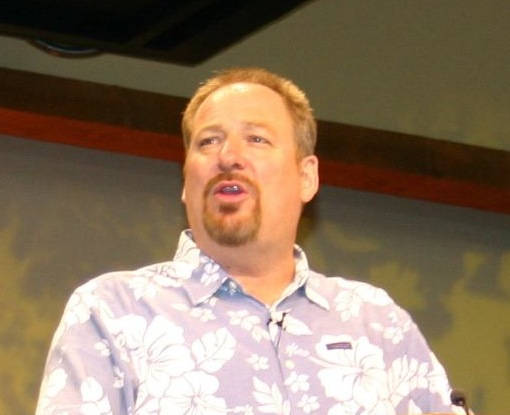
Rick Warren

Richard Duane "Rick" Warren (n. 28 ianuarie 1954) este un pastor evanghelic american.
Este fondatorul unei mega-biserici, numită Saddleback Church, situată în Lake Forest, California.
În numeroasele sale discursuri și cărți scrise își susține punctul de vedere conservator-religios asupra căsătoriei, avortului, relațiilor homosexuale și cercetărilor privind celulele stem.
Susține unirea creștinilor protestanți cu Biserica catolică.